# ORF-format
ORF-format är inom digitalfotografering ett RAW-bildsformat som används i Olympus digitala kameror. Liksom alla andra råformat innehåller detta format bildinformation som tillhandahålls direkt av kamerans sensor. ORF-filer klarar av så kallade "headers" som presenterar bildens egenskaper såsom mättnad, färgtemperatur, kontrast, etcetera. Headers innehåller också metadata som omfattar kamerans tekniska egenskaper.

## Översikt
ORF-filer kan kallas ORF-digitala negativ. Precis som liknande filmnegativ är de inte avsedda som bilder eftersom de inte kan hanteras via fotoredigeringsprogram. De innehåller precis all nödvändig information för att skapa en bild.
Eftersom ORF-bilderna kommer ut utan att genomgå någon behandling består de av nästan verkliga färg- och skuggegenskaper och är därför mer öppna för omfattande redigering än vad JPEG- eller TIFF-bilder är. ORF-filerna måste kopieras till datorns hårddisk och sedan kan man använda sig av ett mycket brett sortiment av justeringar. ORF-formatet gör det möjligt att uppnå maximal precision genom att ange sin egen vitbalans och mättnadsvärden vilket inte är möjligt i JPEG eller TIFF.
Detta tillvägagångssätt används av erfarna professionella och av hängivna amatörfotografer. Av denna anledning är det endast Olympus professionella digitalkameror som stöder ORF-formatet. ORF-filer innehåller 12 bitar, 14 bitar eller mer medan JPEG-bilder endast har 8 bitar.

## För- och nackdelar
För att sammanfatta det positiva är möjligheten att genomföra detaljerad manuell behandling den största fördelen med ORF och andra råformat. Detta är dock inte alltid lätt eftersom det finns lika många RAW-format som det finns kameratillverkare. Dessutom finns det inget standardformat för alla RAW-filer. Därtill är ORF-filer mycket större än JPEG-filer vilket kan medföra lagrings- och överföringsproblem. Slutligen krävs särskild programvara för att visa RAW-filer, varför förhandsgranskning via datorns operativsystem ofta inte är tillgängligt.

## Programvara för att konvertera ORF filer
- Olympus Master
- Totalt Image Converter